# Paul Giordimaina
Paul Giordimaina es un cantante maltés nacido en 1960. Es conocido por haber representado a Malta en el Festival de la Canción de Eurovisión 1991, junto a Georgina Abela, acabaron en 6.ª posición en la vuelta de Malta al festival tras 16 años de ausencia.